# Théo Pourchaire
Théo Pourchaire, né le 20 août 2003 à Grasse (Alpes-Maritimes), est un pilote automobile français, membre de l'équipe de France Circuit FFSA et de la Sauber Academy. Vainqueur du championnat d'Allemagne de Formule 4 en 2019, il est sacré vice-champion de Formule 3 l'année suivante, au sein de l'écurie ART Grand Prix. De 2021 à 2023, il roule en Formule 2 et devient le plus jeune vainqueur de l'histoire de la catégorie, ainsi que le premier champion français de la discipline dans ses versions récentes (2009-2012 et après 2017).

## Biographie

### 2003-2017: jeunesse et karting
Théo Pourchaire naît en 2003 à Grasse. Il roule pour la première fois dans un karting, sur le circuit situé à proximité de sa ville natale, à l'âge de deux ans, et assiste à son premier Grand Prix de Formule 1 à Monaco en 2006. Il fait ses débuts en compétition à l'âge de sept ans,. Lors de sa première saison complète, en 2010, il termine quatrième du championnat régional PACA-Corse en catégorie mini-kart, sans mécanicien sur certaines épreuves. Sacré champion régional en 2011, il est de nouveau sacré l'année suivante en catégorie Minimes, dans une catégorie, où, à seulement huit ans, il roule contre des pilotes de douze ans. En 2013, au niveau national, toujours en catégorie Minimes, il est sacré champion de France de sa catégorie en domine largement le championnat, et remporte la Coupe de France,. En parallèle, Pourchaire intègre l'école de la FFSA et suit des cours au CNED, où il apprend également l'anglais,. La saison suivante, il passe à la catégorie Cadets, et est de nouveau sacré champion de France, un an après son titre en Minimes : ce doublé a notamment été réussi par des pilotes tels que Yvan Muller ou Esteban Ocon. En 2015, il remporte les WSK National Series devant Victor Martins en catégorie Cadets. Cette année est toutefois peu riche en courses pour le Français, n'ayant pas encore l'âge requis pour passer en catégorie supérieure. En 2016, à douze ans, Théo Pourchaire peut finalement évoluer en catégorie OK-Junior ; il est sacré champion de France dès sa première année. Il fait également ses débuts internationaux et se montre dans les premières places des différentes courses au niveau européen. Il participe aussi au championnat du monde OK-Junior, avec son compatriote Victor Martins, deux ans plus âgé que lui. Si ce dernier est sacré champion du monde, Pourchaire termine troisième du championnat du monde, à seulement treize ans, et intègre l'équipe de France FFSA en 2017. Il remporte notamment une manche du championnat d'Europe OK, en catégorie senior. À la fin de l'année, il décide d'arrêter sa carrière en karting, pour passer à la monoplace.

### 2018-2019: débuts en monoplace de Formule 4

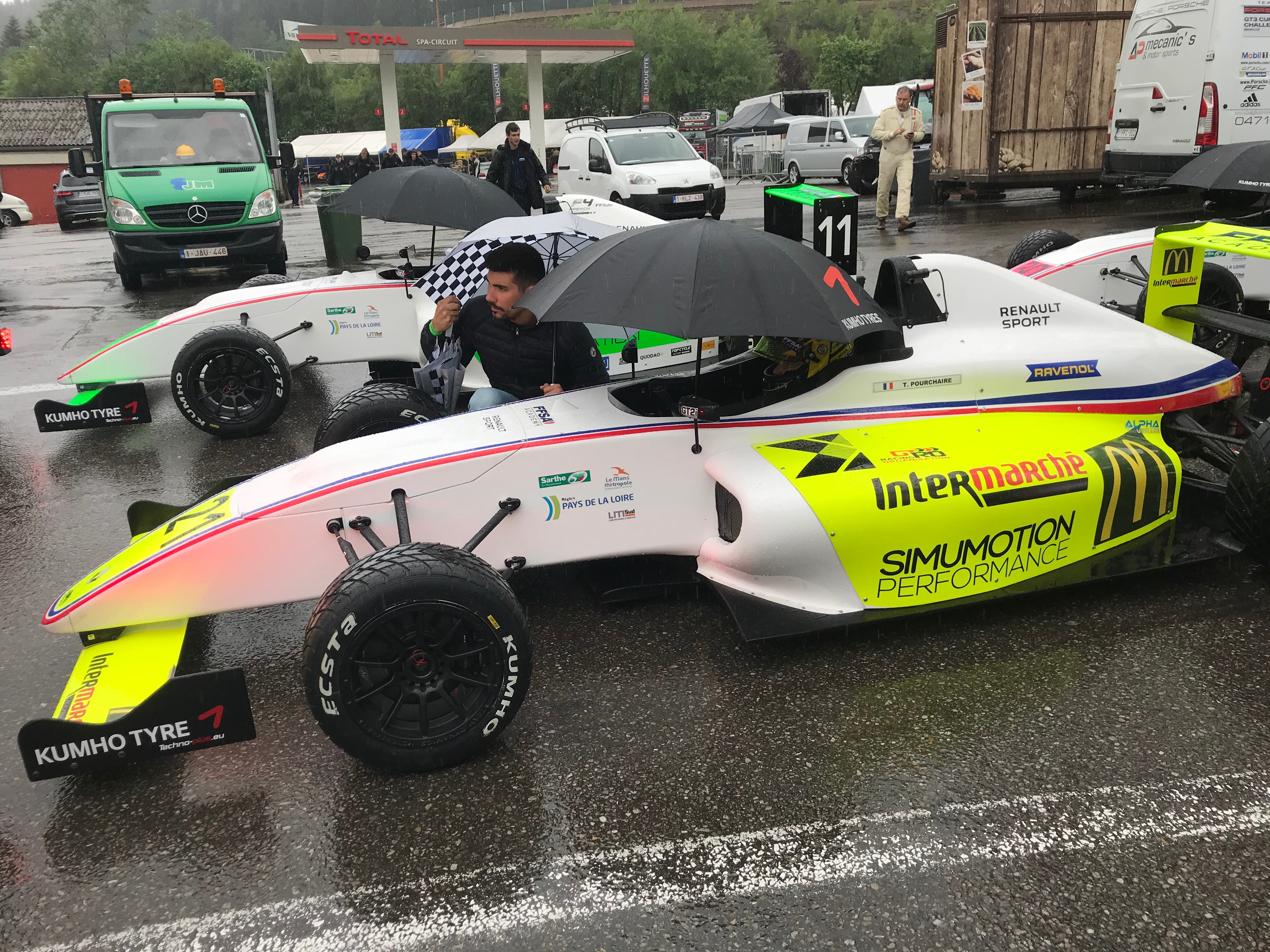
Théo Pourchaire remporte sa première victoire en monoplace en championnat de France de Formule 4 à Spa-Francorchamps, à l'âge de quatorze ans.

En janvier 2018, Théo Pourchaire annonce participer au championnat de France de Formule 4. En février, il remporte le Trophée Winfield réservé aux plus jeunes pilotes du Volant Winfield. Son très jeune âge (14 ans), lui permet uniquement d'être classé dans le championnat Junior réservé aux moins de quinze ans, tandis que ses résultats pour le championnat principal ne sont pas comptabilisés. Directement aux avant-postes, il remporte sa première victoire tous pilotes confondus, lors de la deuxième course sur le circuit de Spa-Francorchamps. Il est sacré champion de France de Formule 4 Junior, à une manche de la fin de saison,. Avec 16 victoires sur 21 courses en Junior, le Français parvient également à décrocher la troisième place du classement général durant la dernière épreuve.
Pour la saison 2019, Pourchaire rejoint US Racing, l'équipe créée par Ralf Schumacher, dans le championnat d'Allemagne de Formule 4 ADAC. Ayant moins de seize ans, il n'a donc pas l'âge requis pour monter en Formule 3. Théo Pourchaire préfère rejoindre le championnat allemand de F4, plutôt que de rester dans le championnat français : « On a jugé que, vu mes bons résultats cette saison, ça ne servait pas à grand chose de faire une nouvelle saison en F4 France. Sachant que la voiture en Allemagne va à peu près une dizaine de secondes plus vite que celle en France. C'est un championnat un peu plus professionnel, c'est une catégorie au-dessus, avec des équipes, une monoplace plus rapide. C'est un nouveau challenge. ». En février 2019, l'écurie suisse de Formule 1, Sauber, lance son programme de jeunes pilotes, le Sauber Junior Team, et y recrute le pilote français,.

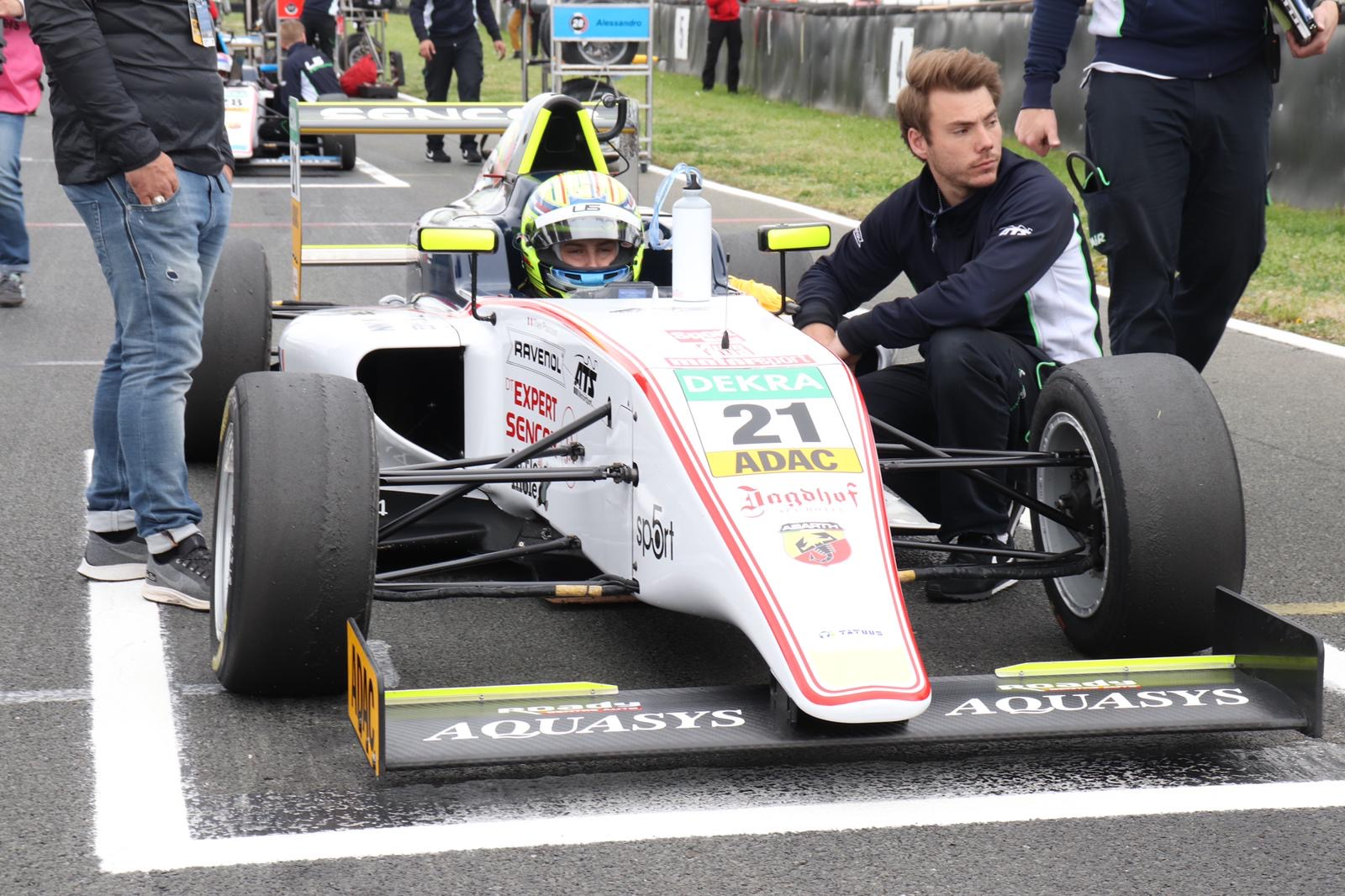
Pourchaire fait ses débuts en championnat d'Allemagne de Formule 4 en avril 2019 à Oschersleben, y inscrivant son premier podium.

Pour la première manche de la saison à la Motorsport Arena Oschersleben, Théo Pourchaire se montre directement aux avant-postes, avec un premier podium et une quatrième place provisoire au championnat. Au Red Bull Ring, il remporte sa première course de la saison, profitant d'une pénalité de Dennis Hauger, prenant même la tête du championnat ex aequo avec Niklas Krütten,. Sur le Hockenheimring, en marge du Grand Prix d'Allemagne de Formule 1, il monte sur les deux podiums avec son coéquipier Arthur Leclerc et Dennis Hauger, en profitant pour prendre seul la tête du championnat. Sur l'ensemble de la saison, le Français se montre très régulier, comme sur le circuit de Zandvoort où il monte à nouveau sur deux podiums, alors que ses adversaires se montrent trop irréguliers pour revenir sur lui au classement général. À la cinquième manche de la saison, sur le Nürburgring, Pourchaire remporte sa deuxième course de l'année, profitant notamment d'un problème mécanique de Dennis Hauger. Le lendemain, le pilote français s'impose largement lors de la course suivante, sous la pluie. À tout juste seize ans, Pourchaire se montre en possibilité de décrocher le titre lors de l'avant-dernière manche de la saison sur le Hockenheimring, avec plus de cinquante points d'avance sur Arthur Leclerc. Cependant, le Français vit un weekend noir : il subit un contact avec son coéquipier Leclerc et est forcé à l'abandon en course 1, cale au départ en course 2, puis se fait sortir au premier virage en course 3, remontant tout de même jusqu'à la sixième place lors de cette épreuve. Pendant ce temps, le Norvégien Dennis Hauger remporte les trois courses et revient à un point de Théo Pourchaire. Pour l'ultime manche de la saison au Sachsenring, il termine deuxième de la première course devant Hauger, puis remporte sa quatrième victoire de la saison, à l'occasion de la course 2, prenant quatorze points d'avance avant la dernière course. En début d'épreuve, Hauger évolue à la troisième position, tandis que Pourchaire pointe à la onzième place, perdant virtuellement la tête du championnat pour un point. Il remonte progressivement pour terminer quatrième, quand Hauger gagne l'épreuve : Théo Pourchaire est alors officiellement sacré champion d'Allemagne de Formule 4, pour un point,. Quelques heures après, le Français gagne six points supplémentaires après les pénalités de deux pilotes devant lui, s'imposant avec sept points face à Dennis Hauger.

### 2020: vice-champion de Formule 3

#### Pré-saison perturbée par la pandémie
En fin d'année 2019, Théo Pourchaire participe aux essais de post-saison du championnat de Formule 3 FIA sur le circuit de Valence Ricardo Tormo pour Carlin Motorsport le premier jour, puis avec ART Grand Prix les deux autres jours,. Le 30 décembre 2019, il rejoint officiellement ART Grand Prix pour la saison 2020 du championnat de Formule 3 FIA, se déroulant en marge des Grands Prix de Formule 1, déclarant notamment : « C'est un nouveau défi pour moi et je suis ravi qu'ART GP m'ait offert cette chance d’évoluer en F3. Ce sera une grosse marche à gravir depuis la F4 allemande, mais je me sens prêt. [...] ART m'a donné des pistes à travailler et je sais comment m’améliorer. Je sais que j'ai une bonne marge de progression et ce sera mon objectif de m'améliorer semaine après semaine afin d'être prêt à affronter les meilleurs en fin de saison. Je dois encore apprendre beaucoup, mais je sais que je pourrai y parvenir au sein d'une écurie comme ART Grand Prix. ». À la suite de la pandémie de Covid-19, toutes les compétitions sportives sont suspendues : la Formule 2 organise alors, en préambule des Grands Prix Virtuels de Formule 1, deux courses sur le jeu vidéo F1 2019, diffusées sur YouTube et Twitch, entre pilotes anciens et actuels de Formule 2 et Formule 3, dont Théo Pourchaire qui participe à toutes ces courses avec ART Grand Prix. Son meilleur résultat est une troisième place à Monaco. Il participe également aux 24 Heures du Mans Virtuelles, sur rFactor 2, avec une Chevrolet Corvette C7.R engagée par l'équipe FEED Racing, créée par Jacques Villeneuve et Patrick Lemarié. En parallèle, Pourchaire continue d'affiner sa préparation physique, tout en continuant ses études en ligne, préparant le baccalauréat avec la FFSA Academy. Quelques jours avant le début de saison en juillet, il est annoncé dans la Sauber Academy, qui prend la suite de l'ancien Sauber Junior Team. Concrètement, le fonctionnement de la Sauber Academy est totalement modifié comme l'explique le pilote français : « Là, Sauber et Alfa Romeo Racing ont tout repris en main. Ils s'en occupent de A à Z. Seuls quatre pilotes font partie de l'Academy. Nous étions plus nombreux au sein du Junior Team. Et je suis le seul à enchaîner une deuxième saison dans leur giron. Pour moi, le plus jeune pilote de la grille en FIA F3 (16 ans), c'est vraiment une belle opportunité d'apprendre de l'une des structures historiques des Grands Prix. Sûr que ce soutien va m'aider à aller plus haut. ».

#### Premières courses et plus jeune vainqueur de Formule 3
Théo Pourchaire commence la saison de Formule 3 FIA pour une première manche sur le Red Bull Ring : seulement vingtième en qualifications, il parvient à remonter jusqu'à la treizième place grâce à plusieurs dépassements, signant plusieurs fois le meilleur tour en course. Le lendemain, il évolue en dixième position, en lutte pour ses premiers points, quand Alex Peroni subit un problème moteur alors qu'il est juste devant lui : le Français ne peut l'éviter et casse son aileron avant, le forçant à finir à une lointaine vingt-sixième place. Le weekend suivant, toujours sur le même circuit, il s'améliore en qualifications avec le cinquième meilleur temps. En course principale, dans des conditions climatiques dantesques, le Français se classe neuvième au terme d'une épreuve arrêtée par drapeau rouge à mi-course à cause du nombre d'accidents, lui permettant de marquer son premier point en Formule 3. Le lendemain, Théo Pourchaire est en lutte pour le podium et la victoire, quand les deux pilotes devant lui, Liam Lawson et Jake Hughes s'accrochent, laissant le Français remporter la première course de sa carrière dans la discipline,. À 16 ans, 10 mois et 27 jours, il devient le plus jeune vainqueur de l'histoire de la Formule 3 (championnat GP3 inclus), battant le record de Mitch Evans pour quatre jours : « C'est incroyable d'être le plus jeune vainqueur de Formule 3 : mon objectif est toujours de gagner mais je ne m'attendais pas à gagner dès la deuxième manche ! ». Lors du weekend suivant, sur le Hungaroring, un circuit qu'il découvre, Théo Pourchaire, parti troisième, s'impose largement avec plus de douze secondes d'avance, au terme d'une course menée de bout en bout. Ces deux victoires d'affilée lui permettent de se placer au championnat, après un premier weekend sans aucun point. Après avoir reçu les félicitations, entre autres, de Lewis Hamilton à la suite de ces victoires, il est propulsé par de nombreux médias nationaux et internationaux, comme l'« étoile montante du sport automobile français ».

« C'était incroyable de me retrouver sur la plus haute marche et d'entendre la Marseillaise. Et le plus fou dans tout cela, c'est qu'en descendant du podium, Lewis Hamilton est venu me féliciter en me glissant un mot gentil à l'oreille. Hamilton, c’est mon idole, je suis fan depuis que je suis tout petit. »

— Théo Pourchaire après sa première victoire en Formule 3.

#### Vice-champion avec de nombreux podiums
À Silverstone, Théo Pourchaire connaît un weekend un peu plus compliqué dans le milieu de peloton en qualifications, parvenant à remonter en course, pour accrocher trois points lors de la dernière course, au terme de plusieurs dépassements. De nouveau sur le circuit britannique la manche suivante, il se montre dans le coup en qualifications avec un sixième temps. En course 1, Pourchaire est offensif mais perd aussi des places dans ses attaques : le jeune Français doit finalement se contenter de la sixième position, surpris que les défenses rugueuses de ses adversaires soient autorisées. Le lendemain, il monte sur son troisième podium de la saison après notamment un dépassement à Stowe sur David Beckmann, et des manœuvres de défense dans le dernier tour pour conserver sa position. Sur le circuit de Barcelone, Théo Pourchaire regrette le trafic rencontré en qualifications et en course : il termine septième et sixième des deux courses, lui permettant de monter à la cinquième place du championnat. À trois manches de la fin de saison, au classement général, le jeune Français de tout juste 17 ans, figure alors dans un groupe en lutte pour la troisième place, avec Liam Lawson, David Beckmann et Frederik Vesti, à mesure respectable du duo de tête composé d'Oscar Piastri et Logan Sargeant, tous deux pilotes Prema. Sur le circuit de Spa-Francorchamps, lieu de sa première victoire en monoplace il y a deux ans, il obtient son quatrième podium, lors de la course principale derrière Lirim Zendeli, lui permettant de se rapprocher de la troisième place du classement général. À Monza, Théo Pourchaire signe sa première pole de la saison, avec plus de quatre dixièmes d'avance sur son plus proche concurrent. Cependant, il est pénalisé de cinq places sur la grille, tout comme huit autres pilotes, pour avoir gêné des adversaires durant son tour de préparation, à l'amorce de la Parabolica. Le lendemain, en course principale, depuis la sixième place sur la grille, il prend la tête de l'épreuve en l'espace de quelques tours, avant de devoir s'incliner face à la Prema plus rapide de Frederik Vesti. Le lendemain, le pilote de la Sauber Academy manque une attaque sur Oscar Piastri et dégringole au dix-septième rang. Au fil de la course, il remonte tout le peloton pour à nouveau monter sur le podium, en troisième place. À la suite de la pénalité de Liam Lawson après la course, il prend même la deuxième place de la course, et la troisième place du championnat. Lors de la finale au Mugello, le pilote ART GP monte une nouvelle fois sur la troisième marche du podium, quand les deux favoris pour le titre Oscar Piastri et Logan Sargeant, finissent tous deux derrière lui. À l'issue de cette course, Théo Pourchaire revient à neuf points du duo de Prema, alors qu'il ne reste qu'une course, et dix-sept points à attribuer, mais il ne se montre pour autant « pas stressé » par l'enjeu. Lors de cette ultime épreuve, Sargeant abandonne dès le premier tour sur accident, laissant Piastri, septième, et Pourchaire, huitième, comme seuls candidats pour le titre. Le Français prend rapidement l'avantage sur l'Australien, et finit par inscrire son huitième podium (plus que tous les autres pilotes cette saison), quand Piastri sécurise une sixième place. Théo Pourchaire doit donc se contenter du titre de vice-champion de Formule 3 FIA, pour trois petits points, avec deux victoires et huit podiums,.

#### Arrivée en Formule 2 en cours de saison chez HWA Racelab

Pourchaire fait ses débuts en Formule 2 avec la modeste équipe HWA Racelab.

Dès la saison de Formule 3 finie, Théo Pourchaire annonce son envie de monter en Formule 2 dès l'année prochaine, de préférence de nouveau avec ART Grand Prix : « J'estime ne plus avoir grand-chose à apprendre en F3, et j'aurais plus à perdre qu'à gagner en y retournant. Je me sens prêt pour la F2. Sur le papier, j'aimerais beaucoup rester chez ART. C'est une team extrêmement solide et surtout, les gens m'y ont fait confiance à un moment où ce n’était pas le cas des autres écuries. Donc rien que pour cela, j'estime qu'ils méritent d'avoir l'avantage sur les autres équipes. ». Il reçoit de nombreuses félicitations, dont celle de Sauber et de Frédéric Vasseur, qui ne « s'attendaient pas à voir Théo gagner aussi rapidement en Formule 3 ». En octobre, sur le plateau de Canal+, Pourchaire annonce sa participation aux deux dernières manches de la saison 2020 de Formule 2 avec l'équipe BWT HWA Racelab, pour mieux préparer la saison suivante, étant en « discussions très avancées » avec ART GP. Son objectif est de « prendre de l'expérience, apprendre, s'habituer à la catégorie et à la voiture. ». S'il se fait remarquer par sa pointe de vitesse et ses départs impressionnants, il ne marque aucun point, la voiture étant la moins bonne du plateau. Il surclasse cependant son coéquipier Artem Markelov, qui a plus de 100 départs dans la catégorie et qui a terminé vice-champion en 2017. Il participe aux essais de fin de saison de Formule 2 avec son ancienne équipe de F3, ART Grand Prix. Il déclare à l'issue de ces tests, « sentir la différence entre ART GP et HWA Racelab », notamment sur la gestion des pneumatiques Pirelli et le rythme de course. En fin d'année, le Français reçoit plusieurs récompenses, dont notamment le titre de « Sportif azuréen de l'année 2020 », décerné par les lecteurs de Nice-Matin, succédant à Charles Leclerc.

### 2021-2023: années de succès en Formule 2

#### 2021: première saison prometteuse et essais avec Alfa Romeo

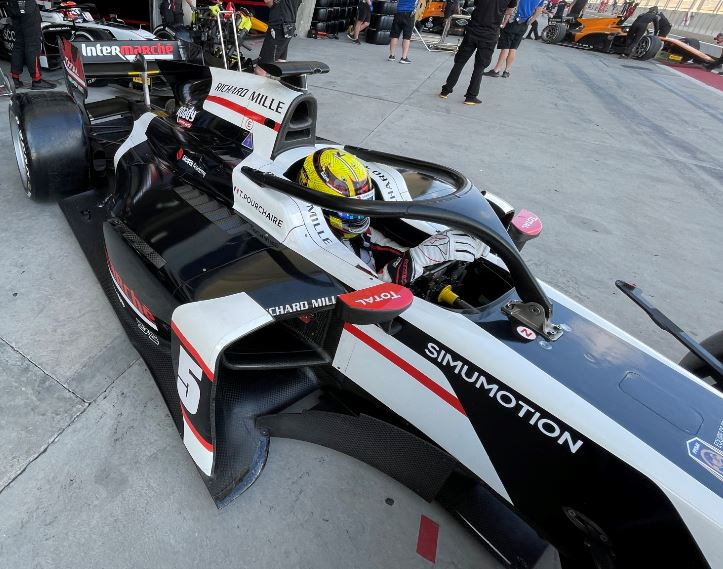
Après avoir participé aux essais d'après-saison avec ART Grand Prix, Théo Pourchaire rejoint l'équipe française pour la saison 2021 de Formule 2.

Le 25 janvier 2021, Théo Pourchaire est officialisé chez ART Grand Prix pour la saison 2021 du championnat de Formule 2 FIA. Pour son premier meeting à Bahreïn, il se qualifie onzième et tire parti de la disqualification de Jüri Vips pour gagner une place et profiter de la grille inversé pour la course 1. Il part donc en pole le lendemain et se maintient longtemps en deuxième place avant d'abandonner à cause d'un problème mécanique. Il part donc dernier l'après-midi pour la course 2, et il réussit à remonter jusqu'à la sixième place. Pour la course principale, il effectue de beaux dépassements et accroche les points de la huitième place. Pour la deuxième manche, Pourchaire fait ses débuts dans les rues de Monaco où il décroche la pole position en signant un excellent tour en collant 5/10e au deuxième temps. Pour les courses du samedi, il réalise des courses intelligentes et ramène une septième et une cinquième place. Le dimanche, il s'élance en pole et signe une grande performance en prenant la victoire, sa première en Formule 2. Au terme de ce week-end, il est devenu le plus jeune poleman et vainqueur de l'histoire de l'antichambre de la Formule 1 (F2, GP2 et F3000).

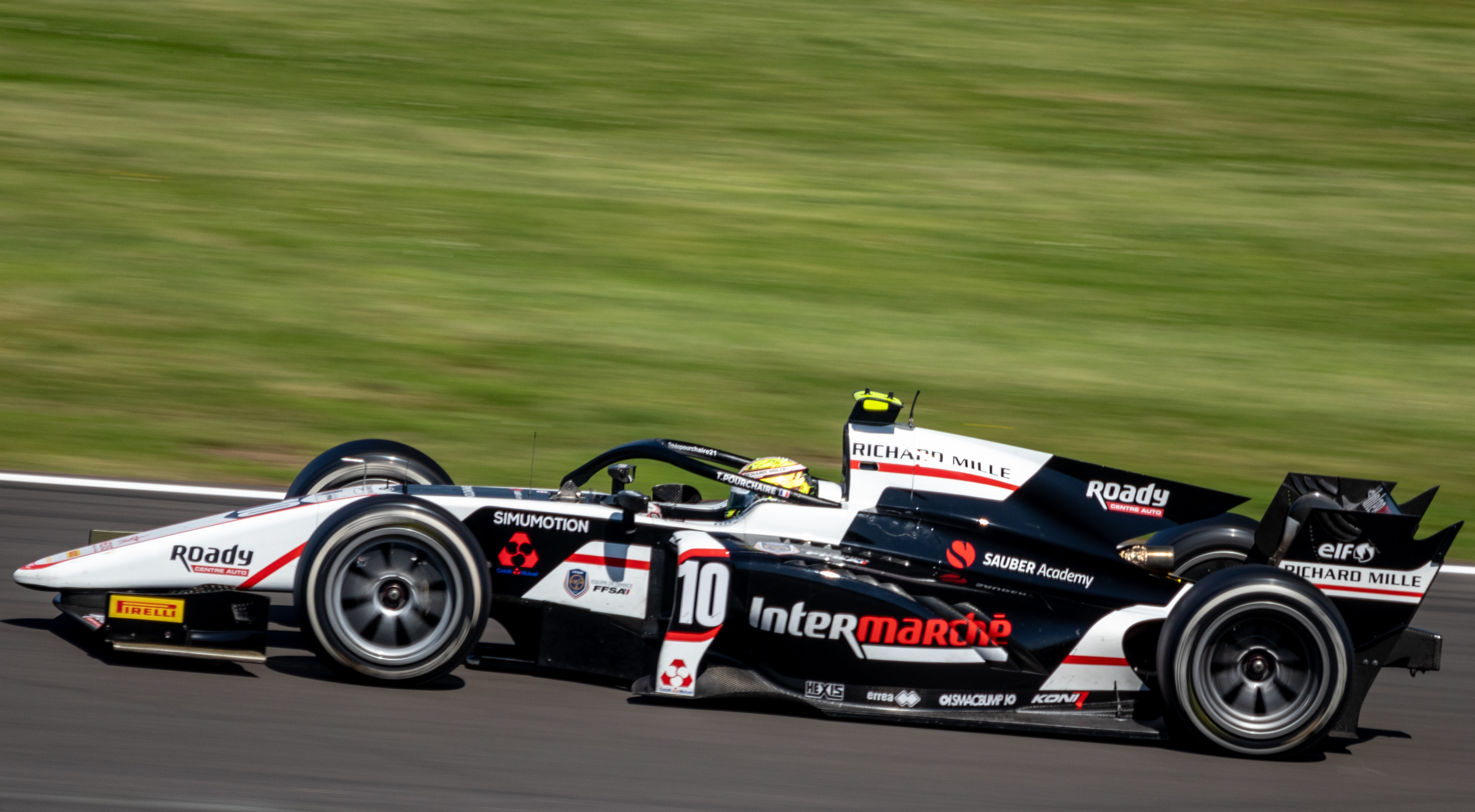
Pourchaire remporte deux victoires en Formule 2 en 2021, faisant de lui le plus jeune vainqueur de la discipline.

En Azerbaïdjan, pour le troisième meeting, il se qualifie quatrième et ramène de bons points lors de la course sprint 1. Lors de la course sprint 2, il est harponné au premier virage par Ralph Boschung et doit rentrer aux stands pour réparer son aileron avant. Relancé en course loin de la meute, il profite d'une voiture de sécurité et effectue une dizaine de dépassements pour terminer à la porte des points en neuvième place. Le lendemain, il ne dépasse pas le premier tour après avoir été accroché à nouveau, cette fois-ci par Dan Ticktum. Il est obligé d'abandonner et se plaint d'avoir mal au poignet auprès du docteur. Après la course, il se rend à l’hôpital pour passer des examens qui révèleront une fracture au radius gauche. Pourchaire réussit quand même à faire son retour pour le meeting suivant à Silverstone et inscrit 10 points même diminué. Il prend sa deuxième victoire de la saison à Monza lors de la première course sprint et termine deuxième à Sotchi lors de la course principale,. Au terme du championnat, il se classe cinquième, avec trois podiums dont deux victoires. Le Français fait ses débuts au volant d'une Formule 1, en marge du Grand Prix de Hongrie, lors d'une séance d'essais où il conduit l'Alfa Romeo C38 de la saison 2019.

#### 2022: vice-champion face à Felipe Drugovich

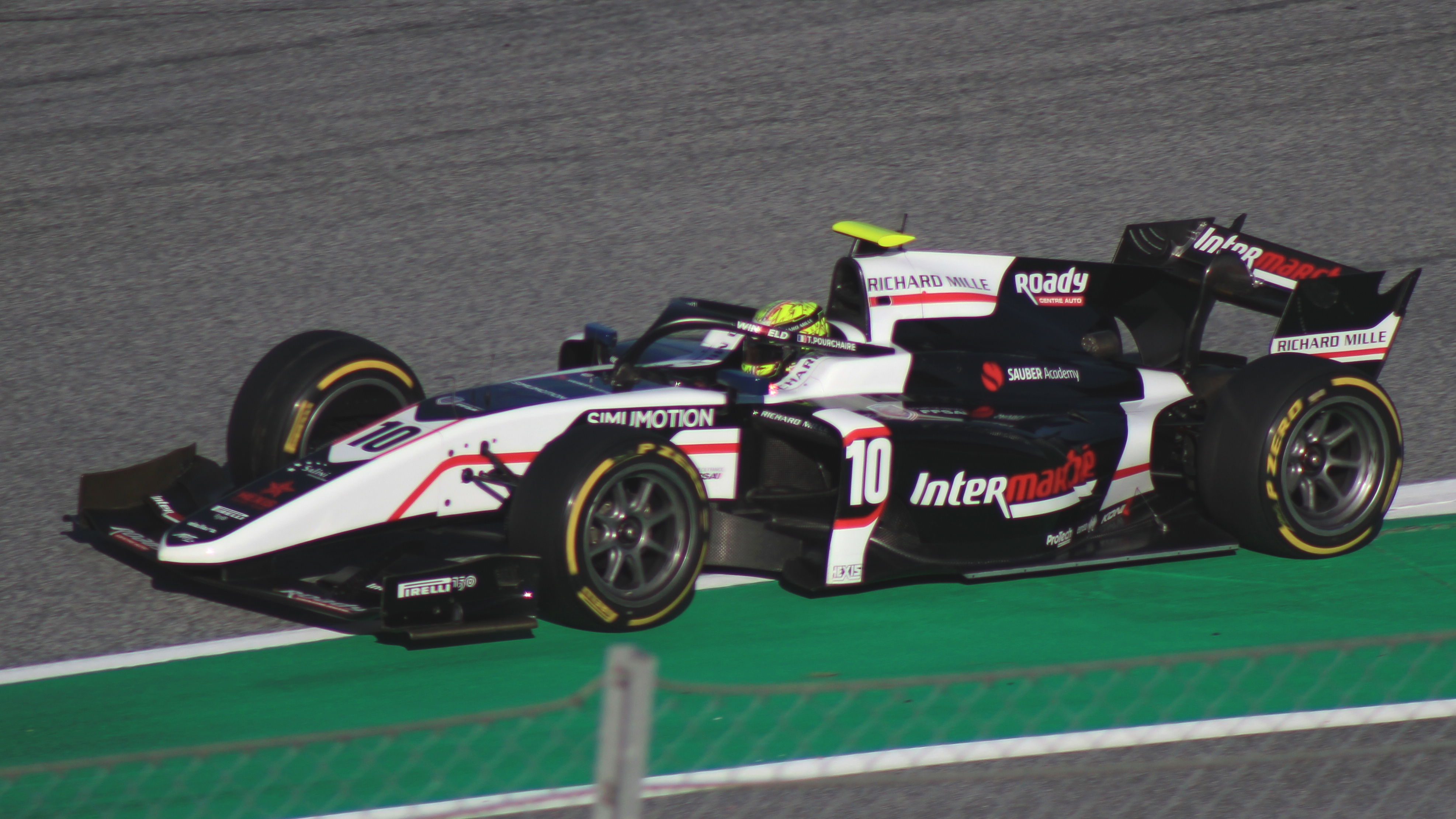
Pourchaire termine vice-champion en 2022 face à Felipe Drugovich.

L'année suivante, Pourchaire et ART Grand Prix rempilent et s'annoncent comme de crédibles candidats pour le titre. Lors du premier meeting, à Bahreïn, il subit une casse moteur en course sprint mais rebondit à merveille le lendemain en s'imposant et en prenant les commandes du championnat. La semaine suivante, en Arabie saoudite, son moteur se casse à nouveau, mais cette fois lors des qualifications, ce qui l'oblige à démarrer du fond de la grille lors des deux courses. Après une remontée jusqu'en treizième place le samedi, il est à nouveau victime d'un problème mécanique le dimanche, cette fois-ci de boîte de vitesses. Après ce week-end miné par les ennuis mécaniques, Pourchaire se retrouve cinquième du championnat. À Imola, il rebondit parfaitement en reprenant les commandes du championnat après sa victoire en course principale grâce à une bonne stratégie de son équipe et les bévues de ses adversaires. A Barcelone, il vit un week-end compliqué. Seulement septième lors des qualifications, il rencontre des difficultés avec ses pneumatiques durant la course principale et ne prend que la neuvième place, après avoir terminé cinquième la veille. Au championnat, l'opération est mauvaise puisque Felipe Drugovich remporte les deux courses, dont celle du dimanche en partant de la dixième place. Le Brésilien reprend donc la tête du championnat à Pourchaire. En arrivant à Monaco, où l'an passé il avait battu les records de précocité, il est deuxième du championnat. Deuxième sur la grille, il termine la course du dimanche à la même position mais est une nouvelle fois devancé par Felipe Drugovich, qui accroit son avance au championnat. À Bakou, Pourchaire ne signe qu'une décevante douzième place lors des qualifications. Le samedi, il remonte jusqu'en septième place et le lendemain, il se trouve dans le peloton lorsqu'au moment d'une relance de voiture de sécurité, pour éviter de taper les autres pilotes devant lui qui freinent brusquement, il doit faire un écart et tape le mur. Avec un aileron avant cassé, il doit rentrer pour le changer et ne fera pas mieux qu'une onzième place, à la porte des points. Avec ce nouveau week-end laborieux, le retard qu'il accumule sur Felipe Drugovich continue d'augmenter. Son week-end à Silverstone est lui bien plus abouti avec une quatrième place en course sprint et une deuxième le lendemain pour la course longue. Pour la première fois depuis plusieurs meetings, Pourchaire reprend des points au championnat à Felipe Drugovich. Une semaine plus tard au Red Bull Ring il enchaine avec un nouveau podium le samedi. Mais, le lendemain, il opte pour la mauvaise stratégie pneumatique et termine hors des points. Au championnat, il récupère encore un point sur Felipe Drugovich mais rétrograde d'une position derrière Logan Sargeant. Dans une situation plutôt délicate en arrivant chez lui pour son rendez-vous à domicile au Paul Ricard, Pourchaire se doit de réagir. Poussé par le public, acquis à sa cause, il termine septième le samedi et le lendemain monte à nouveau sur le podium. Dans une ambiance de folie, aux côtés de ses mécaniciens de chez ART GP et de ceux de DAMS, il entame une Marseillaise à capella en sortant de sa voiture, offrant une image inédite. Au championnat, il repasse devant Logan Sargeant et continue de réduire l'écart avec Felipe Drugovich même s'il ne s'agit que d'un point. Après cette communion avec son public, il se dirige en Hongrie pour le dernier meeting avant la trêve estivale. Auteur d'une bonne qualification le vendredi, il est harponné au départ en course sprint par son rival pour le titre Felipe Drugovich. Malgré une belle remontée ensuite jusqu'en neuvième place, il ne décroche aucun point. Après cette nouvelle déception, il rebondit le lendemain en s'imposant pour la première fois en 14 courses tandis que Felipe Drugovich est en difficulté et ne récolte que de maigres points. Au championnat, l'opération comptable est excellente puisque Pourchaire se rapproche à 21 points du Brésilien avec quatre meetings restants. Cependant, le week-end de reprise à Spa-Francorchamps va se montrer bien plus compliqué. Qualifié à une médiocre huitième place, il démarre la course sprint en troisième place mais rétrograde au départ et ne sécurise qu'une sixième place au drapeau à damier, peu aidé par de mauvais réglages choisis par son équipe. Le lendemain, sa course ne durera que deux tours puisqu'il est victime d'un nouveau problème mécanique, cette fois-ci technique. Avec seulement trois points accumulés, tandis que Drugovich en prend trente-deux, il voit l'écart avec le Brésilien en tête du championnat augmenter de nouveau. Arrivé avec 21 points de retard, il en compte désormais quarante-trois à trois meetings de la fin.

#### 2023: champion de Formule 2

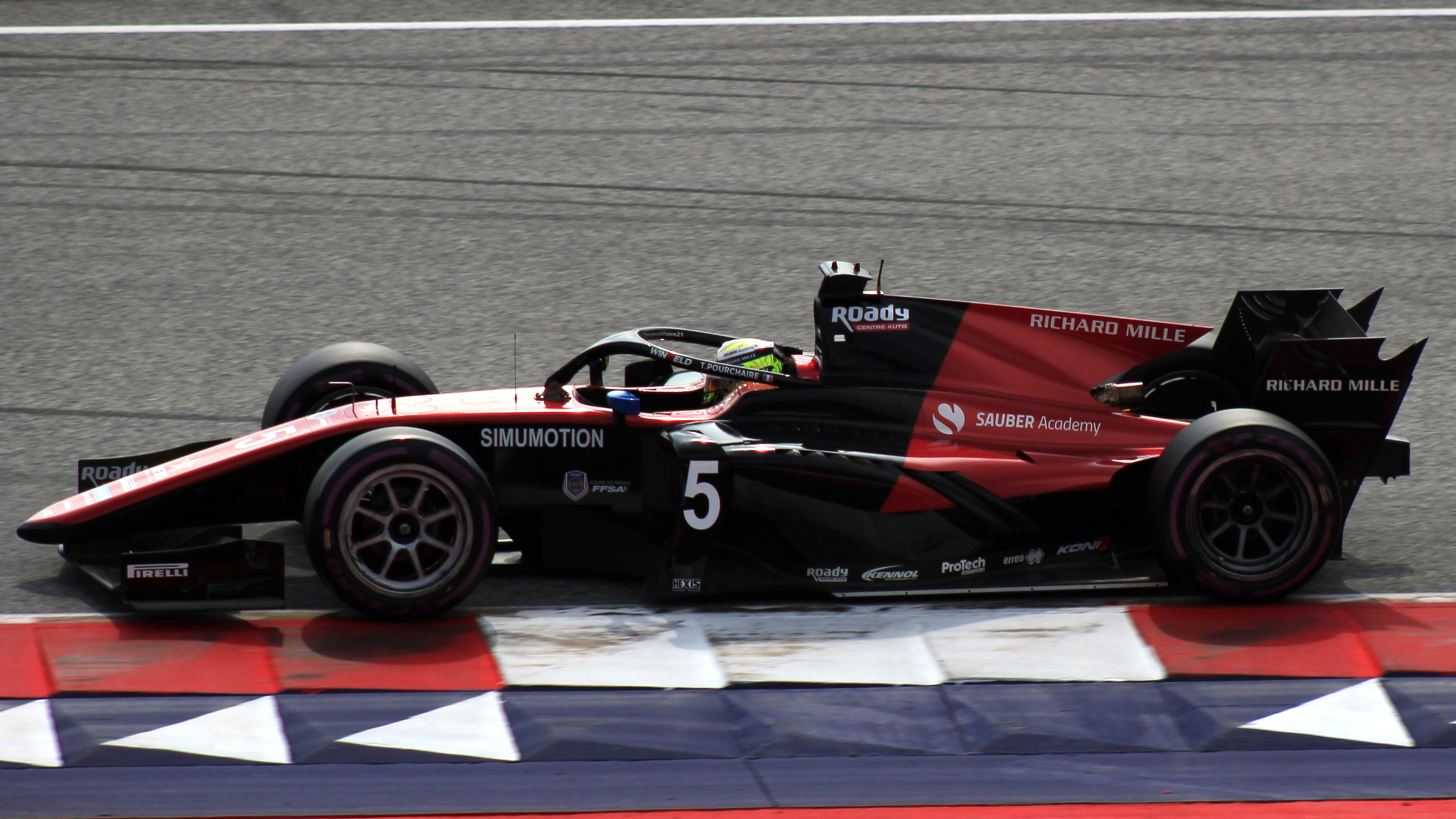
Théo Pourchaire lors de la saison 2023.

Lors du premier meeting de la saison, il signe la pole position sur le circuit de Bahreïn et devance son coéquipier Victor Martins de sept dixièmes en qualification. Lors de la course principale, il s'impose largement devant Ralph Boschung et Zane Maloney. Après un mauvais week-end à Djeddah, il se qualifie 2e devant son coéquipier en Australie. À la suite d'un pari stratégique sur l'arrivée de la pluie en course sprint et à plusieurs sorties de piste, il choisit d'abandonner. Il finit deuxième de la course principale. En Azerbaïdjan, il reprend la tête du championnat à Ayumu Iwasa qui n'obtient aucun point à la suite d'une mauvaise qualification et d'un abandon en course sprint. Le Grand Prix d'Émilie Romagne étant annulé à cause des inondations, le championnat reprend à Monaco. En principauté, le système de qualifications de F2 séparant les pilotes en deux groupes pour limiter le trafic et faisant alterner les pilotes au résultat, qualifie Théo Pourchaire deuxième de son groupe derrière le Danois Frederik Vesti, à la troisième place au général derrière son coéquipier Victor Martins, premier de son groupe, malgré un temps plus rapide de Pourchaire. Il se contente de suivre en course sprint, démarrant et terminant 8e. En course principale, Victor Martins manque de percuter un commissaire sous double drapeau jaune à la suite de l'accident de Jack Doohan dans le virage de Massenet et est pénalisé d'un drive through. Pourchaire hérite donc de la deuxième place de la course mais perd la tête du championnat au profit de Frederik Vesti, vainqueur en course principale. Il réalise un week-end assez bon à Barcelone mais reste devancé dans les deux courses par Frederik Vesti. En Autriche, qualifié pourtant 3e, il se montre en retrait et plus malchanceux que son coéquipier Victor Martins, qui manque de signer un double podium mais rate sa stratégie en course principale à cause d'une safety car provoquée par la Dams d'Arthur Leclerc, qui perd une roue mal attachée. Pourchaire termine septième et Frederik Vesti deuxième, ce dernier prenant le large avec 125 points contre 105 pour le français. À Silverstone, les deux concurrents au championnat ratent leurs qualifications, les faisant partir 3e du sprint pour le Français et premier pour le Danois, ils terminent premier et second, à l'avantage de Vesti. Lors de la course principale, Théo Pourchaire effectue une remontée de la huitième à la troisième place pour obtenir un podium derrière Victor Martins, qui signe sa première victoire en F2. Il remonte au championnat sur Frederik Vesti qui ne marque aucun point en course principale à la suite d'un accrochage le contraignant à l'abandon. En Hongrie, Vesti reprend à nouveau du terrain, sa deuxième place en course principale lui permettant de marquer 5 points de plus que Pourchaire. C'est à Spa-Francorchamps que Théo Pourchaire reprend l'avantage puisqu'il devance Frederik Vesti en course sprint, et que ce dernier commet une erreur au freinage de l'entrée des Combes, à cause de pneus froids et d'une piste légèrement humide, bloquant une roue et le faisant partir en tête à queue et percuter un mur. Plusieurs pilotes commettent la même imprudence au même moment, dont le coéquipier de Pourchaire, Victor Martins à la sortie du raidillon. Pourchaire part donc quatrième, mais sur le cinquième emplacement. Il remonte en tête de la course, mais à la suite d'une safety car arrangeant la stratégie de l'Australien Jack Doohan, il termine deuxième derrière ce dernier, et inscrit 23 points de plus que Frederik Vesti. Théo Pourchaire entame la trêve estivale en tête du championnat, à 168 points contre 156 pour le Danois. De retour à Zandvoort, une série de drapeaux rouges l'empêche d'être performant en qualifications, terminant 10e loin derrière Frederik Vesti qui arrive à se qualifier troisième. Au départ du sprint, Pourchaire qui devait partir premier, doit s'élancer de la voie des stands dans une course sur piste humide qui n'aura finalement duré qu'un demi-tour, à la suite d'un crash impressionnant qui dissuade les instances de course de faire repartir les pilotes. Aucun point ne sera attribué. En course principale, Pourchaire est virtuellement premier après les arrêts aux stands, mais en pneus froids. Il commet une erreur dans le tour de sortie et abandonne. Lors de l'avant dernier round qui se déroule à Monza, Théo Pourchaire décroche sa deuxième pole position de la saison, profitant d'un trafic qui empeche presque tous les pilotes de s'élancer correctement pour leurs derniers tours. Durant la course sprint, parti 10e, il remonte à la quatrième place, tandis que Vesti remporte la course. Lors de la course principale, Pourchaire termine troisième alors que Vesti abandonne sur accrochage avec Roman Staněk au premier tour. Avant la dernière course à Abu Dhabi, il compte 190 points et une avance de 24 points sur Frederik Vesti et de 38 points sur Ayumu Iwasa, seuls pilotes encore en lice pour le gain du championnat. Après une qualification ratée qui le place en quatorzième position, il termine la course sprint en septième position tandis que Frederik Vesti remporte la course. Le dimanche, partant 14e, il choisit des pneumatiques tendre-médium, ce qui contraint indirectement son rival au championnat à choisir la solution alternative médium-tendre, ce dernier devant obligatoirement finir sur le podium pour remporter le championnat. Théo Pourchaire prend l'avantage sur Vesti au 22e tour, lorsque celui-ci s'arrête, devant remonter impérativement pour espérer une issue positive. Pourchaire joue la défensive pendant plusieurs tours lorsque Vesti se rapproche en pneus soft neufs, opérant une utilisation concurrentielle du DRS avec le danois, similaire à celle de Sergio Perez lors de la finale de la saison 2021, sur les virages 6 et 7. Vesti le passe finalement pour remonter sur Iwasa alors 3e, loin derrière Victor Martins et le leader Jack Doohan. Un épisode sous Virtual Safety Car l'empêche pendant quelques kilomètres de remonter plus loin, même s'il devance le Japonais à l'arrivée. Au terme de la course et à la suite de plusieurs pénalités infligées à des pilotes le devançant, Théo Pourchaire est classé à la 5e place. Avec 203 points contre 192 pour le Danois, il remporte le championnat de Formule 2.

#### 2024: court passage en Super Formula puis focalisation sur l'IndyCar
En décembre 2023, il est engagé par l'équipe Team Impul pour courir en Super Formula. Lors du premier Grand Prix de l'année 2024 à Suzuka, il se classe 18e après avoir fait une sortie de piste,. Il est également choisi par l'équipe Arrow McLaren en IndyCar pour remplacer David Malukas, blessé, lors des manches de Long Beach et Barber. Il se qualifie 22e et franchit la ligne d'arrivée 11e de sa première course dans la discipline, sans avoir pu tester sa monture avant le week-end de course,. Il est confirmé par la suite pour le restant du championnat IndyCar à l'exception des 500 miles d'Indianapolis. Il délaisse ainsi son volant en Super Formula pour se focaliser sur le championnat américain. Il se fait toutefois rapidement licencier par son écurie après seulement cinq courses.

### Championnat d'endurance
Début novembre 2024, il effectue des essais tout comme Clément Novalak chez Peugeot en WEC dans la Peugeot 9X8. Quelques jours plus tard, Peugeot annonce qu'il devient son pilote de réserve dans la catégorie Hypercar.

## Style de pilotage
L'entraîneur de Théo Pourchaire, Nicolas Moni, décrit les qualités de son pilote lors d'une interview en 2020 : « Il écoute, analyse, applique et il va vite. Il ne laisse rien au hasard. Il cherche constamment des solutions. C'est ce qui fait la différence avec beaucoup de pilotes. C'est un excellent finisseur, qui sait gérer ses courses, le trafic, ses pneumatiques et le matériel. Il ne prend pas des risques inutilement. Quand il n'est pas en mesure de gagner, il sait jouer placé. ».

## Résultats

### Palmarès en karting
- Champion régional PACA-Corse Mini-kart en 2011
- Champion régional PACA-Corse Mini-kart en 2012
- Champion de France Minimes en 2013
- Champion de France Cadets en 2014
- Vainqueur des National Series Karting Cadets en 2015
- Champion de France OK-Junior 2016
- 3e des Championnats du monde CIK-FIA OK-Junior en 2016
- 3e des Championnats d'Allemagne Junior en 2016

### Résultats en compétitions
| Saison | Championnat                               | Écurie                     | Courses           | Victoires         | Pole positions    | Meilleurs tours   | Podiums           | Points inscrits   | Classement        |
| ------ | ----------------------------------------- | -------------------------- | ----------------- | ----------------- | ----------------- | ----------------- | ----------------- | ----------------- | ----------------- |
| 2018   | Championnat de France F4                  | FFSA Academy               | 21                | 1                 | 0                 | 1                 | 7                 | 203               | 3e                |
| 2018   | Championnat de France F4 catégorie Junior | FFSA Academy               | 21                | 16                | 0                 | 1                 | 20                | 408,5             | Champion          |
| 2019   | Championnat d'Allemagne de Formule 4      | US Racing-CHRS             | 20                | 4                 | 6                 | 2                 | 12                | 258               | Champion          |
| 2020   | Formule 3                                 | ART Grand Prix             | 18                | 2                 | 0                 | 2                 | 8                 | 161               | 2e                |
| 2020   | Formule 2                                 | BWT HWA Racelab            | 4                 | 0                 | 0                 | 0                 | 0                 | 0                 | 26e               |
| 2021   | Formule 2                                 | ART Grand Prix             | 23                | 2                 | 1                 | 4                 | 3                 | 140               | 5e                |
| 2022   | Formule 2                                 | ART Grand Prix             | 28                | 3                 | 0                 | 0                 | 7                 | 164               | 2e                |
| 2022   | Formule 1                                 | Alfa Romeo F1 Team Orlen   | Pilote de réserve | Pilote de réserve | Pilote de réserve | Pilote de réserve | Pilote de réserve | Pilote de réserve | Pilote de réserve |
| 2023   | Formule 2                                 | ART Grand Prix             | 26                | 1                 | 2                 | 2                 | 10                | 203               | Champion          |
| 2023   | Formule 1                                 | Alfa Romeo F1 Team Stake   | Pilote de réserve | Pilote de réserve | Pilote de réserve | Pilote de réserve | Pilote de réserve | Pilote de réserve | Pilote de réserve |
| 2024   | IndyCar Series                            | Arrow McLaren              | 6                 | 0                 | 0                 | 0                 | 0                 | 91                | 28e               |
| 2024   | Super Formula                             | Itochu Enex Team Impul     | 1                 | 0                 | 0                 | 0                 | 0                 | 0                 | 25e               |
| 2024   | Formule 1                                 | Kick-Sauber                | Pilote de réserve | Pilote de réserve | Pilote de réserve | Pilote de réserve | Pilote de réserve | Pilote de réserve | Pilote de réserve |
| 2025   | WEC                                       | Team Peugeot TotalEnergies | Pilote de réserve | Pilote de réserve | Pilote de réserve | Pilote de réserve | Pilote de réserve | Pilote de réserve | Pilote de réserve |

### Télévision
- 2024 : Top Gear France saison 9, dont il a effectué le meilleur temps de la saison avec 48 s 637